# بيت خلاف
قرية بيت خلاف هي إحدى القرى التابعة لمركز جرجا بمحافظة سوهاج في جمهورية مصر العربية. حسب إحصاءات سنة 2006، بلغ إجمالي السكان في بيت خلاف 10895 نسمة، منهم 5491 رجل و5404 امرأة.